# Domingos Chohachi Nakamura
Pe. Domingos Chōhachi Nakamura [ドミンゴス 中村長八] (Fukue-jima, 2 de Agosto de 1865 — São Paulo, 14 de Março de 1940) foi um missionário e sacerdote católico, oriundo da Diocese de Nagasaki (Japão) e radicado no Brasil de 1923 até a sua morte. Seu processo de beatificação foi aberto em 2002, na Diocese de Bauru, e atualmente é Servo de Deus.
Nascido na ilha de Fukue-jima, a principal das Ilhas Goto (província de Nagasaki), exerceu sua atividade pastoral como sacerdote diocesano na ilha de Amami Oshima (província de Kagoshima) durante 26 anos, antes de embarcar rumo ao Brasil em 1923 para trabalhar junto à comunidade japonesa radicada no Brasil, onde morou por 17 anos até o seu falecimento em 1940. Foi o 1o missionário japonês a trabalhar fora do Japão.
Apesar da sua idade avançada, trabalhou incansavelmente dos 58 aos 76 anos de idade na evangelização dos imigrantes japoneses nos Estados de São Paulo, Mato Grosso, Paraná e sul de Minas Gerais. Faleceu em 14 de Março de 1940 com fama de santidade, na cidade de Álvares Machado (SP). 
É conhecido como Pe. Nakamura, Mons. Nakamura, Domingos Nakamura, e também Apóstolo dos Japoneses no Brasil. Seu nome às vezes aparece grafado como Chohati. Domingos é o seu nome de batismo.

## Cronologia[4][5]
- 2 de Agosto de 1865: Nasce na vila de Minamimatsuura-gun (南松浦郡) em Fukue-jima (província de Nagasaki), no sul do arquipélago japonês, no seio de uma familia de tradição católica. Filho de Hatsugoro (初五郎) e Tsugue (ツグエ), tinha uma irmã mais velha chamada Yone (ヨネ).
- 1868: Aos 3 anos de idade, perde seu pai num acidente marítimo.
- 1880: Aos 15 anos perde sua mãe e irmã. No mesmo ano entra no Seminário de Nagasaki, onde estuda Filosofia e Teologia com excelentes resultados acadêmicos, além de aprender Francês e Latim.
- 7 de Fevereiro de 1897: Recebe a ordenação sacerdotal das mãos de D. Jules-Alphonse Cousin, Bispo de Nagasaki[6][7]. Duas semanas depois, é destinado à missão de Amami Oshima, iniciada em 1892 por missionários franceses. Permanece 26 anos nesta ilha com grande êxito pastoral, admirado por católicos e não-católicos.
- 1922: A convite do seu Bispo D. Jean-Claude Combaz[8], o Pe. Nakamura oferece-se para ser missionário no Brasil apesar da idade avançada.
- 9 de Janeiro de 1923: Deixa a comunidade de Amami Oshima.
- 11 de Junho de 1923: Embarca no navio Kawachi-maru (河内丸) rumo ao Brasil. Nakamura nunca mais retornaria ao seu país.
- 23 de Agosto de 1923: Desembarca no porto de Santos (tinha 58 anos). Dirige-se ao Rio de Janeiro, onde visita o Núncio Apostólico no Brasil D. Enrico Gaspari, e Shichita Tatsuki, embaixador japonês no Brasil.
- 29 de Agosto de 1923: Passa pela cidade de São Paulo.
- 30 de Agosto de 1923: Chega por fim a Botucatu e é recepcionado por D. Lucio Antunes de Sousa, 1o Bispo da Diocese de Botucatu, que tinha demonstrado grande interesse na vinda de missionários japoneses à sua diocese[9].
- Julho de 1938: Em uma cerimônia de gala realizada na cidade de São Paulo, recebe do Almirante Shinjiro Yamamoto -enviado do Papa Pio XI- a Medalha de São Gregório Magno.
- Fevereiro de 1940: Adoece em Álvares Machado (SP).
- 14 de Março de 1940: Às 16:00, o Padre Nakamura falece no Bairro de Brejão, em Álvares Machado (SP).[4]
- Março de 1940: É nomeado Administrador Apostólico da Diocese de Kagoshima mas a carta de nomeação chega 1 semana após seu falecimento.[4] Em seu lugar, assumirá o cargo o Pe. Ichitaro Deguchi, da Diocese de Nagasaki em 30 de Junho.
- 13 de Agosto de 2002: É iniciado seu processo de beatificação na Diocese de Bauru (SP). O postulador da causa é o Mons. Rubens Miraglia Zani[10][11].

## Efemérides
- Na cidade de Álvares Machado (SP) existe o Museu Monsenhor Nakamura[12].
- Na paróquia de Dozaki (Nagasaki, Japão) há uma exposição sobre sua vida[13].
- Em 1938 recebeu a condecoração papal de São Gregório Magno, do Papa Pio XI.
- Em 1940 foi nomeado Administrador Apostólico da Diocese de Kagoshima (Japão) mas faleceu no Brasil provavelmente antes de receber a carta de nomeação.
- Caso seja beatificado e posteriormente canonizado, será o 1o santo japonês não-mártir.
- Segundo seus detalhados registros de trabalho pastoral, ao longo dos 17 anos de incessante atividade sacerdotal batizou 1.750 pessoas (sendo 1.304 japoneses, 440 brasileiros e 6 mestiços).[4]
- Há um documentário sobre a sua vida: "Estrela da Manhã, Documentário sobre a história e o legado de Monsenhor Nakamura"[14].